# Pruimkopparkiet
De pruimkopparkiet (Psittacula cyanocephala) is een vogel uit de familie van de papegaaien die voorkomt op het Indisch subcontinent. 

## Uiterlijk
De kleur van de kop van het mannetje is roodachtig/paars met een zwarte aftekening en van het vrouwtje blauwgrijs met een gele aftekening. De kleuren lijken op die van een pruim. De bovenzijde en de vleugels zijn groen, de onderzijde is geelgroen. De lange staart is blauw met een gele punt. Een volwassen mannetje is herkenbaar aan een rode schoudervlek.
De totale lengte van kop tot staart van de pruimkopparkiet is ongeveer 35 tot 37 centimeter.

## Voorkomen
De pruimkopparkiet komt voor in India, Nepal en Sri Lanka. 

## Status
De grootte van de populatie is niet gekwantificeerd, maar de soort wordt omschreven als vrij algemeen in India en Nepal. Op de Rode lijst van de IUCN heeft deze soort de status niet bedreigd.

## Verzorging
Het is vooral buiten de broedperiode een verdraagzame vogel, die goed in een volière gehouden kan worden met andere soorten. Tijdens de broedtijd kunnen ze beter in koppels gehouden worden. Het menu bestaat uit haver, hennep, kanariezaad, gekiemd graan en veel groenvoer.
Als deze vogels worden gekocht in een koppel dient eerst de pop (vrouwtje) een half uur alleen in de kooi te zitten en vervolgens moet het mannetje erbij worden gezet. Het vrouwtje moet namelijk de baas zijn in de kooi omdat de kans dat ze dan gaan broeden groter is.